# NFL 2013
Die NFL-Saison 2013 war die 94. Saison im American Football in der National Football League (NFL). Die Regular Season begann am 5. September 2013 und endete am 29. Dezember 2013. Die Play-offs begannen am 4. Januar 2014 und endeten mit dem Super Bowl XLVIII am 2. Februar 2014.

## Regeländerungen
Vor dieser Saison gab es folgende Regeländerungen:
- Sollte der Head Coach einen Videobeweis fordern, obwohl der Spielzug ohnehin bereits automatisch überprüft wird (Booth Review), wird der Spielzug dennoch überprüft. Eine Bestrafung mit 15 Yards bleibt, da der Schritt als unsportliches Verhalten (Spielverzögerung) angesehen wird. Im landesweit übertragenen Spiel an Thanksgiving Day 2012, warf der Head Coach der Detroit Lions, Jim Schwartz, die Challenge Flag nach einem Spielzug, bei dem der Runningback der Houston Texans, Justin Forsett, mit seinem Knie den Boden berührte, aufstand und einen Touchdown erzielte. Die Strafe verhinderte einen Videobeweis und die Aberkennung des Touchdowns und die Texans gewannen das Spiel in der Overtime.
- Long Snapper haben beim Field Goal keinen direkten Gegenspieler mehr, sie gelten als Defenseless Players. Außerdem dürfen sich nicht mehr als jeweils sechs Spieler auf einer Seite des Balls befinden (5 Yards Strafe). Spieler, die nicht an der Line of Scrimmage stehen, dürfen Gegenspieler nicht mehr in Blocker schieben (15 Yards Strafe).
- Der sogenannte Peel-Back Block, bei dem ein Spieler des angreifenden Teams einen Spieler des verteidigenden Teams unterhalb der Taille (von hinten oder der Seite) blockt, während dieser sich in Richtung seiner eigenen Endzone bewegt, wurde auch innerhalb der Tackle Box verboten und endet in einer 15 Yards Strafe.[2] Die Regel wurde verschärft, da die Spieler einen Block dieser Art nicht kommen sehen und sich nicht schützen können. So musste der Linebacker Brian Cushing der Houston Texans 2012 seine Saison nach einem Peel-Back Block vom Guard der New York Jets, Matt Slauson, verletzungsbedingt beenden.
- Auch Spieler des angreifenden Teams werden bestraft, wenn sie mit dem Helm voran agieren und sich außerhalb der Tackle Box befinden (15 Yards Strafe).
- Die Nummernvergabe wurde leicht abgeändert. Nun können auch Tight Ends und H-Backs die Rückennummern 40–49 tragen.
- Die Tuck Rule aus der Saison 1999 wurde abgeschafft. Wenn ein Quarterback einen Pass antäuscht (Pump Fake) und den Ball verliert, während er diesen zum Körper zurückzieht, wird dies als Fumble gewertet. Die alte Regel führte immer wieder zu strittigen Entscheidungen. Am bekanntesten ist das Play-offs-Spiel der Oakland Raiders bei den New England Patriots der Saison 2001. Im später Tuck-Rule-Game genannten Spiel wurde ein Passversuch vom Quarterback der Patriots, Tom Brady, als unvollständiger Pass gewertet. Diese Entscheidung und der 16:13-Sieg der Patriots führten dazu, dass das Spiel später zu einem der umstrittensten der NFL-Geschichte gewählt wurde.[3]

## NFL Draft

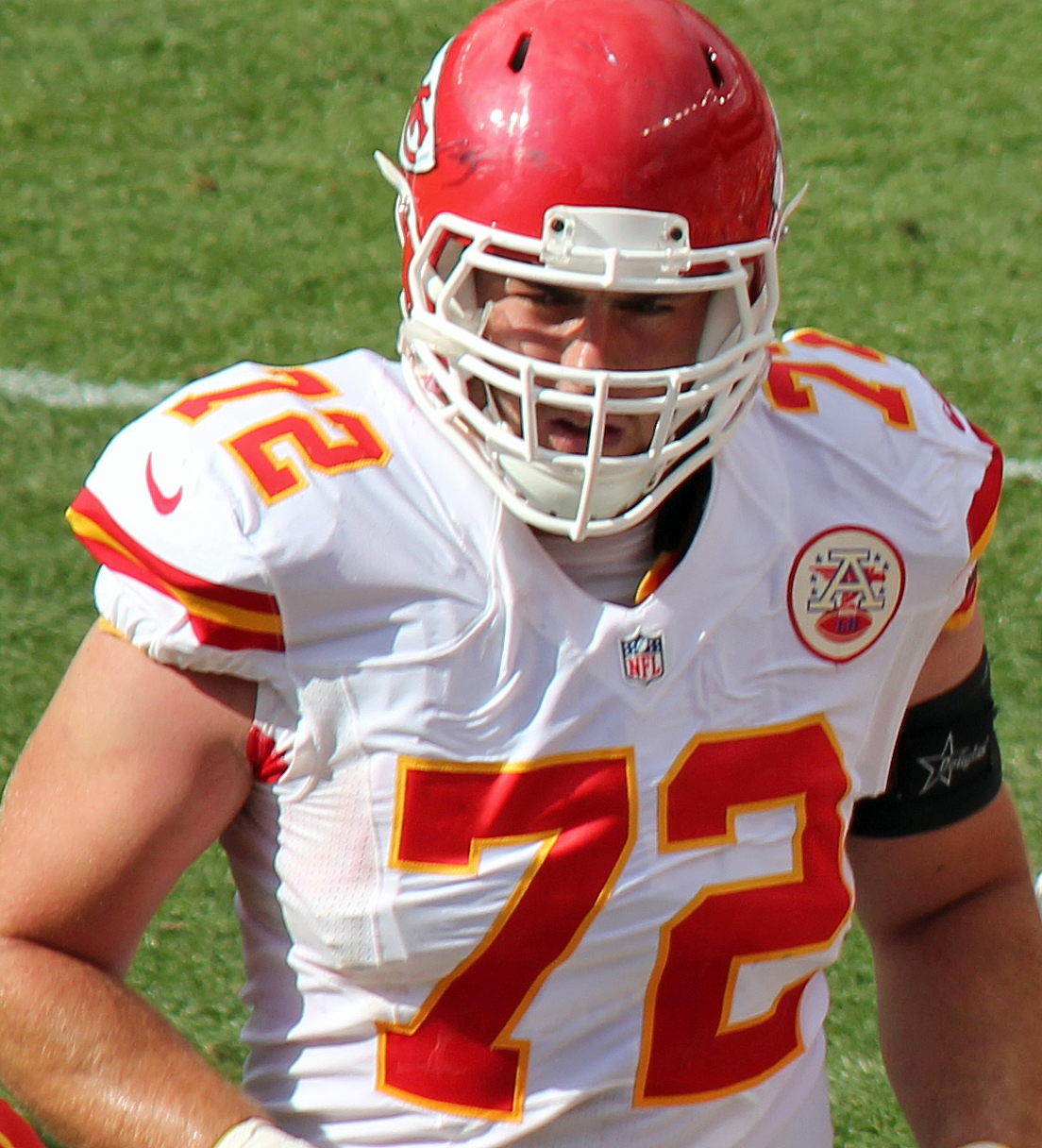
Eric Fisher wurde als erster Spieler im NFL Draft 2013 ausgewählt.

Der NFL Draft 2013 fand vom 25. bis 27. April in der Radio City Music Hall in New York statt. Der Draft lief über sieben Runden, in denen 255 Spieler ausgewählt wurden. Da die Kansas City Chiefs in der abgelaufenen Saison den schlechtesten Record aufwiesen, hatten sie das Recht, den ersten Spieler im Draft auswählen. Mit dem Erstrunden-Pick wählten sie den Offensive Tackle Eric Fisher von der Central Michigan University. Damit wurde erst zum vierten Mal ein Tackle an erster Stelle im Draft ausgewählt. Insgesamt wurden in dem Draft 254 Spieler in sieben Runden gedraftet, von denen elf Spieler, soviele wie noch nie zuvor, nicht aus den Vereinigten Staaten kamen (z. B. Linebacker Björn Werner).

## Reguläre Saison
Die Regular Season war von historischen Offensivleistungen geprägt. Insgesamt wurden während der Saison 11.985 Punkte erzielt, was einen Durchschnitt von 46,8 Punkte bedeutet, den bis dahin höchsten Punkteschnitt, der jeweils in der NFL erreicht wurde. Zudem wurden insgesamt 1.338 Touchdowns erzielt, wodurch der in der letzten Saison aufgestellte Rekord von 1.297 erzielten Touchdowns wieder gebrochen wurde. Die Denver Broncos (13:3 Siege) durchbrachen als erstes Team der NFL-Historie die 600-Punkte-Grenze (606), stellten einen neuen Touchdown-Rekord auf (76) und wurden erst das fünfte Team, welches in drei Saisonspielen 50 und mehr Punkte erzielte. Broncos-Quarterback Peyton Manning brach sowohl die NFL-Saisonrekorde für Touchdowns (55) als auch für Raumgewinn (5.477 Yards). Manning warf zudem am 5. September 2013 beim Saisonauftakt gegen den amtierenden Super-Bowl-Sieger Baltimore Ravens sieben Touchdowns und stellte die NFL-Bestmarke ein. Diese Leistung wurde am 3. November 2013  von Nick Foles von den Philadelphia Eagles im Spiel gegen die Oakland Raiders (49:20) egalisiert. In diesem Spiel erzielte Foles das maximal mögliche Quarterback Rating von 158,3, was am 15. Dezember 2013 auch Alex Smith von den Kansas City Chiefs gelang, erneut gegen die Oakland Raiders (56:31). Durch Foles und Smith wurde dieser Bestwert seit 1960 erst zum insgesamt 42. beziehungsweise 43. Mal erreicht. Zudem stellten die New Orleans Saints beim Spiel gegen die Dallas Cowboys 40 First Downs, was ebenfalls einen NFL-Rekord darstellte. Schließlich erzielte Broncos-Kicker Matt Prater ein Field Goal aus 64 Yards und verbesserte die bisherige Bestmarke um einen Yard.
Die 256 Spiele wurden in 17 Spielwochen ausgetragen, wobei jedes Team 16 Spiele absolvierte und eine spielfreie Woche (Bye Week) zwischen der vierten und der zwölften Woche hatte. Siebzehn Spiele wurden als Monday Night Game ausgetragen, davon zwei als Doubleheader in der ersten Woche. Am letzten Wochenende fanden alle Spiele am Sonntag statt. Es gab ebenfalls 17 Spiele am Donnerstag (Thursday Night) beginnend mit dem Eröffnungsspiel am 5. September und drei Spielen an Thanksgiving. In den 16 Spielen der 17. Woche am 29. Dezember 2013 trafen alle Mannschaften – wie seit 2010 üblich – auf einen Gegner aus ihrer Division.

### Divisions
| AFC East             | AFC East | AFC East | AFC East | AFC East | AFC East | AFC East | AFC East | AFC East | AFC East | AFC East | AFC East |
| Team                 | S        | N        | U        | SQ       | P+       | P−       | Diff.    | TD       | DIV      | CONF     | Serie    |
| -------------------- | -------- | -------- | -------- | -------- | -------- | -------- | -------- | -------- | -------- | -------- | -------- |
| New England Patriots | 12       | 4        | 0        | 0,750    | 444      | 338      | +106     | 47       | 4–2      | 9–3      | 2S       |
| New York Jets        | 8        | 8        | 0        | 0,500    | 290      | 387      | 0−97     | 27       | 3–3      | 5–7      | 2S       |
| Miami Dolphins       | 8        | 8        | 0        | 0,500    | 317      | 335      | 0−18     | 34       | 2–4      | 7–5      | 2N       |
| Buffalo Bills        | 6        | 10       | 0        | 0,375    | 339      | 388      | 0−49     | 34       | 3–3      | 5–7      | 1N       |

| NFC East            | NFC East | NFC East | NFC East | NFC East | NFC East | NFC East | NFC East | NFC East | NFC East | NFC East | NFC East |
| Team                | S        | N        | U        | SQ       | P+       | P−       | Diff.    | TD       | DIV      | CONF     | Serie    |
| ------------------- | -------- | -------- | -------- | -------- | -------- | -------- | -------- | -------- | -------- | -------- | -------- |
| Philadelphia Eagles | 10       | 6        | 0        | 0,625    | 442      | 382      | 0+60     | 53       | 4–2      | 9–3      | 2S       |
| Dallas Cowboys      | 8        | 8        | 0        | 0,500    | 439      | 432      | 12+7     | 51       | 5–1      | 7–5      | 1N       |
| New York Giants     | 7        | 9        | 0        | 0,438    | 294      | 383      | 0−89     | 32       | 3–3      | 6–6      | 2S       |
| Washington Redskins | 3        | 13       | 0        | 0,188    | 334      | 478      | −144     | 39       | 0–6      | 1–11     | 8N       |

| AFC North           | AFC North | AFC North | AFC North | AFC North | AFC North | AFC North | AFC North | AFC North | AFC North | AFC North | AFC North |
| Team                | S         | N         | U         | SQ        | P+        | P−        | Diff.     | TD        | DIV       | CONF      | Serie     |
| ------------------- | --------- | --------- | --------- | --------- | --------- | --------- | --------- | --------- | --------- | --------- | --------- |
| Cincinnati Bengals  | 11        | 5         | 0         | 0,688     | 430       | 305       | +125      | 54        | 3–3       | 8–4       | 2S        |
| Pittsburgh Steelers | 8         | 8         | 0         | 0,500     | 379       | 370       | 12+9      | 41        | 4–2       | 6–6       | 3S        |
| Baltimore Ravens    | 8         | 8         | 0         | 0,500     | 320       | 352       | 0−32      | 29        | 3–3       | 6–6       | 2N        |
| Cleveland Browns    | 4         | 12        | 0         | 0,250     | 308       | 406       | 0−98      | 35        | 2–4       | 3–9       | 7N        |

| NFC North         | NFC North | NFC North | NFC North | NFC North | NFC North | NFC North | NFC North | NFC North | NFC North | NFC North | NFC North |
| Team              | S         | N         | U         | SQ        | P+        | P−        | Diff.     | TD        | DIV       | CONF      | Serie     |
| ----------------- | --------- | --------- | --------- | --------- | --------- | --------- | --------- | --------- | --------- | --------- | --------- |
| Green Bay Packers | 8         | 7         | 1         | 0,531     | 417       | 428       | −11       | 46        | 3–2–1     | 6–5–1     | 1S        |
| Chicago Bears     | 8         | 8         | 0         | 0,500     | 445       | 478       | −33       | 52        | 2–4       | 4–8       | 2N        |
| Detroit Lions     | 7         | 9         | 0         | 0,438     | 395       | 376       | +19       | 48        | 4–2       | 6–6       | 4N        |
| Minnesota Vikings | 5         | 10        | 1         | 0,344     | 391       | 480       | −89       | 45        | 2–3–1     | 4–7–1     | 1S        |

| AFC South            | AFC South | AFC South | AFC South | AFC South | AFC South | AFC South | AFC South | AFC South | AFC South | AFC South | AFC South |
| Team                 | S         | N         | U         | SQ        | P+        | P−        | Diff.     | TD        | DIV       | CONF      | Serie     |
| -------------------- | --------- | --------- | --------- | --------- | --------- | --------- | --------- | --------- | --------- | --------- | --------- |
| Indianapolis Colts   | 11        | 5         | 0         | 0,688     | 391       | 336       | 0+55      | 40        | 6–0       | 9–3       | 3S        |
| Tennessee Titans     | 7         | 9         | 0         | 0,438     | 362       | 381       | 0−19      | 41        | 2–4       | 6–6       | 2S        |
| Jacksonville Jaguars | 4         | 12        | 0         | 0,250     | 247       | 449       | −202      | 25        | 3–3       | 4–8       | 3N        |
| Houston Texans       | 2         | 14        | 0         | 0,125     | 276       | 428       | −152      | 28        | 1–5       | 2–10      | 14N       |

| NFC South            | NFC South | NFC South | NFC South | NFC South | NFC South | NFC South | NFC South | NFC South | NFC South | NFC South | NFC South |
| Team                 | S         | N         | U         | SQ        | P+        | P−        | Diff.     | TD        | DIV       | CONF      | Serie     |
| -------------------- | --------- | --------- | --------- | --------- | --------- | --------- | --------- | --------- | --------- | --------- | --------- |
| Carolina Panthers    | 12        | 4         | 0         | 0,750     | 366       | 241       | +125      | 42        | 5–1       | 9–3       | 3S        |
| New Orleans Saints   | 11        | 5         | 0         | 0,688     | 414       | 304       | +110      | 49        | 5–1       | 9–3       | 1S        |
| Atlanta Falcons      | 4         | 12        | 0         | 0,250     | 353       | 443       | 0−90      | 40        | 1–5       | 3–9       | 2N        |
| Tampa Bay Buccaneers | 4         | 12        | 0         | 0,250     | 288       | 389       | −101      | 31        | 1–5       | 2–10      | 3N        |

| AFC West           | AFC West | AFC West | AFC West | AFC West | AFC West | AFC West | AFC West | AFC West | AFC West | AFC West | AFC West |
| Team               | S        | N        | U        | SQ       | P+       | P−       | Diff.    | TD       | DIV      | CONF     | Serie    |
| ------------------ | -------- | -------- | -------- | -------- | -------- | -------- | -------- | -------- | -------- | -------- | -------- |
| Denver Broncos     | 13       | 3        | 0        | 0,813    | 606      | 399      | +207     | 76       | 5–1      | 9–3      | 2S       |
| Kansas City Chiefs | 11       | 5        | 0        | 0,688    | 430      | 305      | +125     | 52       | 2–4      | 7–5      | 2N       |
| San Diego Chargers | 9        | 7        | 0        | 0,563    | 396      | 348      | 0+48     | 42       | 4–2      | 6–6      | 4S       |
| Oakland Raiders    | 4        | 12       | 0        | 0,250    | 322      | 453      | −131     | 37       | 1–5      | 4–8      | 6N       |

| NFC West            | NFC West | NFC West | NFC West | NFC West | NFC West | NFC West | NFC West | NFC West | NFC West | NFC West | NFC West |
| Team                | S        | N        | U        | SQ       | P+       | P−       | Diff.    | TD       | DIV      | CONF     | Serie    |
| ------------------- | -------- | -------- | -------- | -------- | -------- | -------- | -------- | -------- | -------- | -------- | -------- |
| Seattle Seahawks    | 13       | 3        | 0        | 0,813    | 417      | 231      | +186     | 45       | 4–2      | 10–2     | 1S       |
| San Francisco 49ers | 12       | 4        | 0        | 0,750    | 406      | 272      | +134     | 44       | 5–1      | 9–3      | 6S       |
| Arizona Cardinals   | 10       | 6        | 0        | 0,625    | 379      | 324      | 0+55     | 41       | 2–4      | 6–6      | 1N       |
| St. Louis Rams      | 7        | 9        | 0        | 0,438    | 348      | 364      | 0−16     | 38       | 1–5      | 4–8      | 1N       |

 Divisionssieger 0
 Playoff-Teilnehmer
Quelle: nfl.com

### Conferences
| AFC              | AFC                  | AFC              | AFC              | AFC              | AFC              | AFC              | AFC              |
| Rang             | Team                 | Division         | S                | N                | U                | SQ               | CONF             |
| Division leaders | Division leaders     | Division leaders | Division leaders | Division leaders | Division leaders | Division leaders | Division leaders |
| ---------------- | -------------------- | ---------------- | ---------------- | ---------------- | ---------------- | ---------------- | ---------------- |
| 1                | Denver Broncos       | West             | 13               | 3                | 0                | 0,813            | 9–3              |
| 2                | New England Patriots | East             | 12               | 4                | 0                | 0,750            | 9–3              |
| 3                | Cincinnati Bengals   | North            | 11               | 5                | 0                | 0,688            | 8–4              |
| 4                | Indianapolis Colts   | South            | 11               | 5                | 0                | 0,688            | 9–3              |
| Wild Cards       |                      |                  |                  |                  |                  |                  |                  |
| 5                | Kansas City Chiefs   | West             | 11               | 5                | 0                | 0,688            | 7–5              |
| 6                | San Diego Chargers   | West             | 9                | 7                | 0                | 0,563            | 6–6              |
| Ausgeschieden    |                      |                  |                  |                  |                  |                  |                  |
| 7                | Pittsburgh Steelers  | North            | 8                | 8                | 0                | 0,500            | 6–6              |
| 8                | Baltimore Ravens     | North            | 8                | 8                | 0                | 0,500            | 6–6              |
| 9                | New York Jets        | East             | 8                | 8                | 0                | 0,500            | 5–7              |
| 10               | Miami Dolphins       | East             | 8                | 8                | 0                | 0,500            | 7–5              |
| 11               | Tennessee Titans     | South            | 7                | 9                | 0                | 0,438            | 6–6              |
| 12               | Buffalo Bills        | East             | 6                | 10               | 0                | 0,375            | 5–7              |
| 13               | Oakland Raiders      | West             | 4                | 12               | 0                | 0,250            | 4–8              |
| 14               | Jacksonville Jaguars | South            | 4                | 12               | 0                | 0,250            | 4–8              |
| 15               | Cleveland Browns     | North            | 4                | 12               | 0                | 0,250            | 3–9              |
| 16               | Houston Texans       | South            | 2                | 14               | 0                | 0,125            | 2–10             |

| NFC              | NFC                  | NFC              | NFC              | NFC              | NFC              | NFC              | NFC              |
| Rang             | Team                 | Division         | S                | N                | U                | SQ               | CONF             |
| Division leaders | Division leaders     | Division leaders | Division leaders | Division leaders | Division leaders | Division leaders | Division leaders |
| ---------------- | -------------------- | ---------------- | ---------------- | ---------------- | ---------------- | ---------------- | ---------------- |
| 1                | Seattle Seahawks     | West             | 13               | 3                | 0                | 0,813            | 10–2             |
| 2                | Carolina Panthers    | South            | 12               | 4                | 0                | 0,750            | 9–3              |
| 3                | Philadelphia Eagles  | East             | 10               | 6                | 0                | 0,625            | 9–3              |
| 4                | Green Bay Packers    | North            | 8                | 7                | 1                | 0,531            | 6–5–1            |
| Wild Cards       |                      |                  |                  |                  |                  |                  |                  |
| 5                | San Francisco 49ers  | West             | 12               | 4                | 0                | 0,750            | 9–3              |
| 6                | New Orleans Saints   | South            | 11               | 5                | 0                | 0,688            | 9–3              |
| Ausgeschieden    |                      |                  |                  |                  |                  |                  |                  |
| 7                | Arizona Cardinals    | West             | 10               | 6                | 0                | 0,625            | 6–6              |
| 8                | Chicago Bears        | North            | 8                | 8                | 0                | 0,500            | 4–8              |
| 9                | Dallas Cowboys       | East             | 8                | 8                | 0                | 0,500            | 7–5              |
| 10               | New York Giants      | East             | 7                | 9                | 0                | 0,438            | 6–6              |
| 11               | Detroit Lions        | North            | 7                | 9                | 0                | 0,438            | 6–6              |
| 12               | St. Louis Rams       | West             | 7                | 9                | 0                | 0,438            | 4–8              |
| 13               | Minnesota Vikings    | North            | 5                | 10               | 1                | 0,344            | 4–7–1            |
| 14               | Atlanta Falcons      | South            | 4                | 12               | 0                | 0,250            | 3–9              |
| 15               | Tampa Bay Buccaneers | South            | 4                | 12               | 0                | 0,250            | 2–10             |
| 16               | Washington Redskins  | East             | 3                | 13               | 0                | 0,188            | 1–11             |

 Für die Play-offs qualifiziert
Quelle: nfl.com
Legende:
| Siege              | Niederlagen           | Unentschieden      | DIV Gewonnene / verlorene Spiele in der Division    | SQ gewonnene Spiele (relativ) |
| P+ gemachte Punkte | P− gegnerische Punkte | Playoff-Teilnehmer | CONF Gewonnene / verlorene Spiele in der Conference |                               |

Tie-Breaker 2013
- Cincinnati sicherte sich den dritten Platz in der Play-off-Setzliste der AFC vor Indianapolis aufgrund ihres 42:28-Sieges im direkten Duell in Woche 14.
- Die New York Jets beendeten die Saison vor Miami in der AFC East aufgrund ihrer besseren Division-Bilanz (3–3 gegenüber 2–4 von Miami).
- Pittsburgh beendete die Saison vor Baltimore in der AFC North aufgrund ihrer besseren Division-Bilanz (3–3 gegenüber 2–4 von Miami).
- Atlanta beendete die Saison in der NFC South vor Tampa Bay aufgrund ihrer besseren Conference-Bilanz (3–9 gegenüber 2–10 von Tampa Bay).

## Besondere Spiele

### Saisoneröffnung
Das Saisoneröffnungsspiel, der „Kickoff“, fand am 5. September 2013 im Sports Authority Field at Mile High zwischen dem Titelverteidiger Baltimore Ravens und den Denver Broncos statt. Die Broncos besiegten die Ravens deutlich mit 49:27. Peyton Manning warf sieben Touchdown-Pässe und stellte damit den NFL-Rekord ein.

### NFL International Series
In der Saison 2013 fanden zum ersten Mal zwei Spiele im Rahmen der NFL International Series im Wembley-Stadion in London statt. Am 29. September trafen die Minnesota Vikings auf die Pittsburgh Steelers. Beide Teams waren bis vor diesem Spiel sieglos. Die Vikings, bei denen erstmals Quarterback Matt Cassel für den verletzten Christian Ponder spielte, siegten mit 34:27.
Im zweiten Aufeinandertreffen spielten am 27. Oktober 2013 die San Francisco 49ers gegen die Jacksonville Jaguars und siegten mit 42:10.

### Super Bowl XLVIII
Der Super Bowl XLVIII, die 48. Ausgabe des Super Bowls, wurde am 2. Februar 2014 im MetLife Stadium in East Rutherford, New Jersey ausgetragen. Im Super Bowl XLVIII standen sich die Seattle Seahawks und die Denver Broncos gegenüber. Zudem standen sich dabei das offensiv stärkste Team (Denver) und das defensiv stärkste Team (Seattle) der Saison gegenüber. Die Seahawks gewannen mit 43:8. Malcolm Smith wurde nach dem Spiel zum Super Bowl MVP gewählt. Geleitet wurde die Partie vom Unparteiischen Terry McAulay.

### Pro Bowl
Der Pro Bowl wurde am 26. Januar 2014, im Aloha Stadium auf Hawaii, ausgetragen. Das Team Rice gewann mit 22:21 gegen das Team Sanders. Als Most Valuable Player (MVP) wurden Quarterback Nick Foles (Offense, Philadelphia Eagles) und Linebacker Derrick Johnson (Defense, Kansas City Chiefs) gewählt.

## Play-offs
Die Play-offs fanden vom 4. Januar 2014 bis zum 2. Februar 2014 statt.
|  | Wild Card Round                     | Wild Card Round                     | Wild Card Round                     |                                      |               | Divisional Round                                 | Divisional Round                                 | Divisional Round                                 |                                                  |  | Conference Championships | Conference Championships | Conference Championships |  |  | Super Bowl | Super Bowl | Super Bowl |
|  |                                     |                                     |                                     |                                      |               |                                                  |                                                  |                                                  |                                                  |  |                          |                          |                          |  |  |            |            |            |
|  | 5. Januar – Paul Brown Stadium      | 5. Januar – Paul Brown Stadium      | 5. Januar – Paul Brown Stadium      |                                      |               | 12. Januar – Sports Authority Field at Mile High | 12. Januar – Sports Authority Field at Mile High | 12. Januar – Sports Authority Field at Mile High |                                                  |  |                          |                          |                          |  |  |            |            |            |
|  | 5. Januar – Paul Brown Stadium      | 5. Januar – Paul Brown Stadium      | 5. Januar – Paul Brown Stadium      | 1                                    | Denver        | 24                                               |                                                  |                                                  |                                                  |  |                          |                          |                          |  |  |            |            |            |
|  | 3                                   | Cincinnati                          | 10                                  | 1                                    | Denver        | 24                                               | 19. Januar – Sports Authority Field at Mile High | 19. Januar – Sports Authority Field at Mile High | 19. Januar – Sports Authority Field at Mile High |  |                          |                          |                          |  |  |            |            |            |
|  | 3                                   | Cincinnati                          | 10                                  | 6                                    | San Diego     | 17                                               | 19. Januar – Sports Authority Field at Mile High | 19. Januar – Sports Authority Field at Mile High | 19. Januar – Sports Authority Field at Mile High |  |                          |                          |                          |  |  |            |            |            |
|  | 6                                   | San Diego                           | 27                                  | 6                                    | San Diego     | 17                                               | 19. Januar – Sports Authority Field at Mile High | 19. Januar – Sports Authority Field at Mile High | 19. Januar – Sports Authority Field at Mile High |  |                          |                          |                          |  |  |            |            |            |
|  | 6                                   | San Diego                           | 27                                  | 11. Januar – Gillette Stadium        |               |                                                  | 19. Januar – Sports Authority Field at Mile High | 19. Januar – Sports Authority Field at Mile High | 19. Januar – Sports Authority Field at Mile High |  |                          |                          |                          |  |  |            |            |            |
|  |                                     |                                     |                                     | 1                                    | Denver        | 26                                               |                                                  |                                                  |                                                  |  |                          |                          |                          |  |  |            |            |            |
|  | AFC                                 |                                     |                                     | 1                                    | Denver        | 26                                               |                                                  |                                                  |                                                  |  |                          |                          |                          |  |  |            |            |            |
|  |                                     | 2                                   | New England                         | 16                                   |               |                                                  |                                                  |                                                  |                                                  |  |                          |                          |                          |  |  |            |            |            |
|  | 4. Januar – Lucas Oil Stadium       | 2                                   | New England                         | 16                                   |               |                                                  |                                                  |                                                  |                                                  |  |                          |                          |                          |  |  |            |            |            |
|  | AFC Championship                    |                                     |                                     |                                      |               |                                                  |                                                  |                                                  |                                                  |  |                          |                          |                          |  |  |            |            |            |
|  | 2                                   | New England                         | 43                                  |                                      |               |                                                  |                                                  |                                                  |                                                  |  |                          |                          |                          |  |  |            |            |            |
|  | 2                                   | New England                         | 43                                  | 4                                    | Indianapolis  | 45                                               | 2. Februar – MetLife Stadium                     | 2. Februar – MetLife Stadium                     | 2. Februar – MetLife Stadium                     |  |                          |                          |                          |  |  |            |            |            |
|  | 4                                   | Indianapolis                        | 22                                  | 4                                    | Indianapolis  | 45                                               | 2. Februar – MetLife Stadium                     | 2. Februar – MetLife Stadium                     | 2. Februar – MetLife Stadium                     |  |                          |                          |                          |  |  |            |            |            |
|  | 4                                   | Indianapolis                        | 22                                  | 5                                    | Kansas City   | 44                                               | 2. Februar – MetLife Stadium                     | 2. Februar – MetLife Stadium                     | 2. Februar – MetLife Stadium                     |  |                          |                          |                          |  |  |            |            |            |
|  | 11. Januar – CenturyLink Field      |                                     |                                     | 5                                    | Kansas City   | 44                                               | 2. Februar – MetLife Stadium                     | 2. Februar – MetLife Stadium                     | 2. Februar – MetLife Stadium                     |  |                          |                          |                          |  |  |            |            |            |
|  | 4. Januar – Lincoln Financial Field | 4. Januar – Lincoln Financial Field | 4. Januar – Lincoln Financial Field | A1                                   | Denver        | 8                                                |                                                  |                                                  |                                                  |  |                          |                          |                          |  |  |            |            |            |
|  | 4. Januar – Lincoln Financial Field | 4. Januar – Lincoln Financial Field | 4. Januar – Lincoln Financial Field | A1                                   | Denver        | 8                                                |                                                  |                                                  |                                                  |  |                          |                          |                          |  |  |            |            |            |
|  | 4. Januar – Lincoln Financial Field | 4. Januar – Lincoln Financial Field | 4. Januar – Lincoln Financial Field |                                      | N1            | Seattle                                          | 43                                               |                                                  |                                                  |  |                          |                          |                          |  |  |            |            |            |
|  | 4. Januar – Lincoln Financial Field | 4. Januar – Lincoln Financial Field | 4. Januar – Lincoln Financial Field |                                      | N1            | Seattle                                          | 43                                               |                                                  |                                                  |  |                          |                          |                          |  |  |            |            |            |
|  | 4. Januar – Lincoln Financial Field | 4. Januar – Lincoln Financial Field | 4. Januar – Lincoln Financial Field | Super Bowl XLVIII                    |               |                                                  |                                                  |                                                  |                                                  |  |                          |                          |                          |  |  |            |            |            |
|  | 4. Januar – Lincoln Financial Field | 4. Januar – Lincoln Financial Field | 4. Januar – Lincoln Financial Field | 1                                    | Seattle       | 23                                               |                                                  |                                                  |                                                  |  |                          |                          |                          |  |  |            |            |            |
|  | 3                                   | Philadelphia                        | 24                                  | 1                                    | Seattle       | 23                                               | 19. Januar – CenturyLink Field                   | 19. Januar – CenturyLink Field                   | 19. Januar – CenturyLink Field                   |  |                          |                          |                          |  |  |            |            |            |
|  | 3                                   | Philadelphia                        | 24                                  | 6                                    | New Orleans   | 15                                               | 19. Januar – CenturyLink Field                   | 19. Januar – CenturyLink Field                   | 19. Januar – CenturyLink Field                   |  |                          |                          |                          |  |  |            |            |            |
|  | 6                                   | New Orleans                         | 26                                  | 6                                    | New Orleans   | 15                                               | 19. Januar – CenturyLink Field                   | 19. Januar – CenturyLink Field                   | 19. Januar – CenturyLink Field                   |  |                          |                          |                          |  |  |            |            |            |
|  | 6                                   | New Orleans                         | 26                                  | 12. Januar – Bank of America Stadium |               |                                                  | 19. Januar – CenturyLink Field                   | 19. Januar – CenturyLink Field                   | 19. Januar – CenturyLink Field                   |  |                          |                          |                          |  |  |            |            |            |
|  |                                     |                                     |                                     | 1                                    | Seattle       | 23                                               |                                                  |                                                  |                                                  |  |                          |                          |                          |  |  |            |            |            |
|  | NFC                                 |                                     |                                     | 1                                    | Seattle       | 23                                               |                                                  |                                                  |                                                  |  |                          |                          |                          |  |  |            |            |            |
|  |                                     | 5                                   | San Francisco                       | 17                                   |               |                                                  |                                                  |                                                  |                                                  |  |                          |                          |                          |  |  |            |            |            |
|  | 5. Januar – Lambeau Field           | 5                                   | San Francisco                       | 17                                   |               |                                                  |                                                  |                                                  |                                                  |  |                          |                          |                          |  |  |            |            |            |
|  | NFC Championship                    |                                     |                                     |                                      |               |                                                  |                                                  |                                                  |                                                  |  |                          |                          |                          |  |  |            |            |            |
|  | 2                                   | Carolina                            | 10                                  |                                      |               |                                                  |                                                  |                                                  |                                                  |  |                          |                          |                          |  |  |            |            |            |
|  | 2                                   | Carolina                            | 10                                  | 4                                    | Green Bay     | 20                                               |                                                  |                                                  |                                                  |  |                          |                          |                          |  |  |            |            |            |
|  | 5                                   | San Francisco                       | 23                                  | 4                                    | Green Bay     | 20                                               |                                                  |                                                  |                                                  |  |                          |                          |                          |  |  |            |            |            |
|  | 5                                   | San Francisco                       | 23                                  | 5                                    | San Francisco | 23                                               |                                                  |                                                  |                                                  |  |                          |                          |                          |  |  |            |            |            |
|  |                                     |                                     |                                     | 5                                    | San Francisco | 23                                               |                                                  |                                                  |                                                  |  |                          |                          |                          |  |  |            |            |            |

- Die Mannschaft mit der niedrigeren Setznummer hat Heimrecht.

## Trivia

### Saisonbestleistungen
Folgende Saisonbestleistungen wurden 2013 erreicht:
| Statistikwert           | Spieler                                      | Wert  |
| ----------------------- | -------------------------------------------- | ----- |
| Geworfene Yards         | Peyton Manning (DEN)                         | 5.477 |
| Geworfene Touchdowns    | Peyton Manning (DEN)                         | 55    |
| Erlaufene Yards         | LeSean McCoy (PHI)                           | 1.607 |
| Erlaufene Touchdowns    | Jamaal Charles (KAN) Marshawn Lynch (SEA)    | 12    |
| Fänge (receptions)      | Pierre Garçon (WAS)                          | 113   |
| Gefangene Yards         | Josh Gordon (CLE)                            | 1.646 |
| Gefangene Touchdowns    | Jimmy Graham (NOR)                           | 16    |
| Tackles                 | Vontaze Burfict (CIN)                        | 171   |
| Sacks                   | Robert Mathis (IND)                          | 19,5  |
| Interceptions           | Richard Sherman (SEA)                        | 8     |
| erzwungene Fumbles      | Robert Mathis (IND)                          | 10    |
| gepuntete Yards         | Bryan Anger (JAX)                            | 4.338 |
| verwandelte Field Goals | Stephen Gostkowski (NWE) Justin Tucker (BAL) | 38    |
| erzielte Punkte         | Stephen Gostkowski (NWE)                     | 158   |

### Auszeichnungen
Am 1. Februar, den Abend vor dem Super Bowl XLVIII, wurden die besten Spieler der abgelaufenen Saison 2013 geehrt.
| Award                             | Gewinner           | Position      | Team               |
| --------------------------------- | ------------------ | ------------- | ------------------ |
| AP Most Valuable Player           | Peyton Manning     | Quarterback   | Denver Broncos     |
| AP Offensive Player of the Year   | Peyton Manning     | Quarterback   | Denver Broncos     |
| AP Defensive Player of the Year   | Luke Kuechly       | Linebacker    | Carolina Panthers  |
| AP Coach of the Year              | Ron Rivera         | Head Coach    | Carolina Panthers  |
| Pepsi NFL Rookie of the Year      | Keenan Allen       | Wide Receiver | San Diego Chargers |
| AP Offensive Rookie of the Year   | Eddie Lacy         | Runningback   | Green Bay Packers  |
| AP Defensive Rookie of the Year   | Sheldon Richardson | Defensive End | New York Jets      |
| AP Comeback Player of the Year    | Philip Rivers      | Quarterback   | San Diego Chargers |
| Walter Payton NFL Man of the Year | Charles Tillman    | Cornerback    | Chicago Bears      |